# 北海道道274号栗沢南幌線

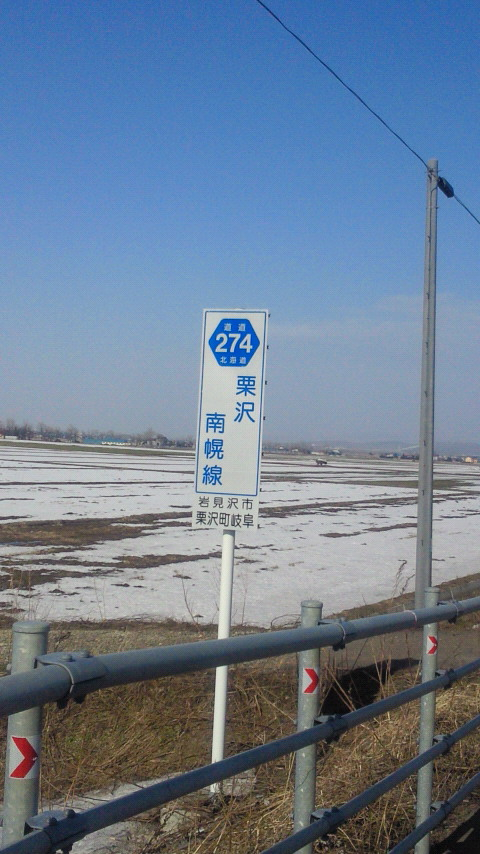
標識

北海道道274号栗沢南幌線（ほっかいどうどう274ごう くりさわなんぽろせん）は、北海道岩見沢市と空知郡南幌町を結ぶ一般道道である。

## 概要

### 路線データ
- 起点：北海道岩見沢市栗沢町最上（国道234号交点）
- 終点：北海道空知郡南幌町元町2丁目（国道337号交点）
- 総延長：10.5km
- 枝線起点：南幌町元町1丁目
- 枝線終点：南幌町南15線西（北海道道1080号栗山北広島線交点）

## 歴史
- 1957年（昭和32年）7月25日 - 211号栗沢幌向線として路線認定[1]。
- 1971年（昭和46年）10月21日 - 路線名を栗沢南幌線に変更[2]。
- 1994年（平成6年）10月1日 - 路線番号を274号に変更[3]。

この路線の前身は1920年4月1日に認定された準地方費道36号岩見沢幌向線である。

## 路線状況

### 主な橋梁
南幌町
- 清幌橋（夕張川）＝南13線西
- 三重橋（幌向運河＝千歳川支流）＝南13線西 - 元町1丁目

## 地理

### 通過する自治体
- 空知総合振興局
  - 岩見沢市
  - 空知郡南幌町

### 主な接続道路
岩見沢市
- 国道234号 - 栗沢町最上（起点）
- 北海道道374号栗沢停車場線 - 栗沢町本町
- 北海道道728号中幌向栗沢線 - 栗沢町本町
- 北海道道340号栗丘幌向停車場線 - 栗沢町岐阜

南幌町
- 国道337号 - 元町2丁目（終点）
- 北海道道1009号長沼南幌線
- 北海道道1080号栗山北広島線 - 南15線西（枝線終点）

### 沿線にある施設など
岩見沢市
- 栗沢郵便局 - 栗沢町北本町172-1

南幌町
- 南幌リバーサイドゴルフ場 - 南15線西1（清幌橋下）
- 南幌町三重湖公園キャンプ場 - 南13線西3